# 旭警察署 (大阪府)
旭警察署（あさひけいさつしょ）は、大阪府警察が管轄する警察署の一つ。

## 所在地
- 大阪市旭区中宮一丁目4番1号
  - Osaka Metro谷町線 千林大宮駅
  - 大阪シティバス 78号系統・83号系統

## 管轄区域
- 大阪市旭区

## 交番
- 赤川交番 - 大阪市旭区赤川二丁目16番6号
- 大宮交番 - 大阪市旭区大宮一丁目20番7号
- 新森交番 - 大阪市旭区新森二丁目17番10号
- 千林交番 - 大阪市旭区千林二丁目9番29号
- 太子橋交番 - 大阪市旭区太子橋一丁目2番27号
- 高殿交番 - 大阪市旭区高殿六丁目14番7号